# Olofström
Olofström er en svensk by i Blekinge. Bebyggelsen er ung, men er vokset omkring et jernværk anlagt i 1735. Byens største virksomhed er personbilfabrikken Volvos afdeling kaldet Volvo Car Body Components.